# Васильев, Анатолий Николаевич (художник)
Анато́лий Никола́евич Васи́льев (22 ноября 1940, Рига — 13 ноября 2020, Санкт-Петербург) — советский художник, архитектор.

## Биография
Родился в семье военнослужащего. Во время Великой Отечественной войны сначала находился в эвакуации в Ярославской области. Затем жил с семьёй в Польше и Германии; с 1945 по 1954 годах — в Калининграде (бывшем Кёнигсберге). Там он начал рисовать и посещал кружок рисования. После переезда семьи в Ленинград Анатолий занимался живописью и рисунком во Дворце пионеров под руководством художника М. А. Канеева. Окончив школу, он поступил в ЛВХПУ им. В. И. Мухиной на факультет внутренней отделки зданий и закончил его в 1965 году.
К 1960 году относятся знакомства Анатолия с семьёй Лягачевых и с М. Шемякиным. По его признанию «дом на Боровой», где устраивались первые выставки нонконформистов и читали свои стихи В. Петроченков, К. Кузьминский, О. Охапкин, В.Кривулин, разыгрывались спектакли с участием Вал. Кравченко, Вал. Родченко и других актёров, где пропагандистом музыкального авангарда был С. Сигитов, сыграл большую роль в формировании его художественных вкусов, а художник и писатель О. Лягачев становится его близким другом. Вместе с Лягачевым он участвует в издании рукописных альманахов не только как иллюстратор, но и как автор — прозаик и драматург. В это же время он вошёл в художественную группу «Петербург» и в дальнейшем был соавтором М. Шемякина в монументально-художественных проектах (так, в 1990 году он принимал участие в архитектурном решении ленинградских памятников Петру Первому в Петропавловской крепости и Жертвам политических репрессий на набережной Робеспьера).
А. Васильев — один из первых нонконформистов.
С 1962 года он участвовал в многочисленных выставках и манифестациях неофициальных художников (в Гавани, 1962, на Кустарном, 1971, у Кузьминского, 1974; в Доме культуры «Невский», 1975, в Доме культуры им. Орджоникидзе, 1976; в выставках ТЭВ, ТЭИ, IFA). Член Санкт-Петербургской Академии современного искусства бессмертных.
В период перестройки Васильев начинает выезжать за границу: он был во Франции (1989), в Бельгии (1990), в Австрии (персональная выставка в Заальбахе, 1999), вместе с М. Шемякиным принимал участие в карнавалах в Венеции и, начиная с 1991 года, часто бывал в США.
Его первая персональная выставка прошла в 1994 году в петербургской галерее «Борей». В дальнейшем персональные выставки Васильева проходили в других галереях Петербурга, кроме того, он часто выставляется за рубежом. Работы А. Васильева представлены в петербургских и иных музеях России, а также в частных коллекциях.
Анатолий Васильев — участник крупного группового проекта в формате книги художника (Город как субъективность художника, для которого он создал литографскую композицию "Желтая перчатка" (2019) и написал небольшой авторский текст — комментарий.
Вхожу в парадную, иду по лестнице. На стенах граффити, окна с остатками витражей стиля модерн. В кабине лифта захлопнулась дверь и понеслась вверх тень человека, стоящего на площадке. На нем плащ с поднятым воротником и шляпа, надвинутая на глаза, скрывающая черты его лица. Следит, явно агент. Я иду к поэту Виктору К., несу ему запрещённую, изданную за рубежом книгу. Виктор давно под подозрением у «органов» за самиздат. Вижу: на полпролёта выше распахивается дверь коммунальной квартиры и из неё вываливаются с криком и руганью двое жильцов, сцепившихся в драке. Агент не реагирует на происходящее, у него другое задание. Он стоит неподвижно, одна рука в кармане, на другой яркая желтая перчатка. Эти впечатления пятидесятилетней давности стали поводом для работы над литографией. За полвека интерьер парадной и лестницы не изменились, но теперь за жизнью дома и его обитателей наблюдают не агенты, а видеокамеры. Внимание, ведётся видеонаблюдение, любезно сообщают надписи на стенах дома.
Анатолий Васильев скончался 13 ноября 2020 в Санкт-Петербурге. Михаил Шемякин/ На смерть художника:
Да, уходят друзья… И ушёл в мир иной Анатолий Васильев, с которым свыше полувека нас связывала ничем не омрачённая дружба. Пожалуй, Анатолий был больше, чем друг, он был моим духовным братом. И именно духовная общность и связывала нас с юных лет. Единственный и не повторимый своей загадочностью и красотой Петербург, старые мастера России и Европы, поэты, писатели, композиторы и пожалуй самое главное осознанный нами с ранних лет – путь духовного развития и спасения – Христианство. Анатолий был истинно верующим человеком без единой ноты фальши или сомнения. Это и созидало его, как серьёзного художника, находящегося в вечном поиске новых путей, рафинированного петербуржского эстета, не отягощённого вычурным эстетизмом, чистопородного метафизика, верного принципам нашей группы «Метафизического синтетизма», созданной в далёкие шестидесятые годы. И как и полагалось настоящему петербуржцу, наряду с превалирующим надо всем мистицизмом, Анатолий сохранял удивительное чувство юмора, которое проскальзывало в его творчестве, а также в общении с людьми. И как большинство питерской творческой богемы, Анатолий был многогранен в творчестве – живопись, скульптура, графика и литературные опусы…

## Основные работы художника
- «Рыбы», оргалит, темп., масло. 1966 г., 66Х67,5 см. Собственность автора.
- «Завтрак на подоконнике», оргалит, темп., масло. 1965 г., 70Х47 см. Собственность автора.
- «Белая ночь», оргалит, темп. 1971 г., 90,5Х71,5 см. Собственность автора.
- «Спокойно ложусь я и сплю», бум., темп., 1974 г. Собрание К. В. Махрова
- «Ночной полёт», бум., темп., 1987 г., 208Х80 см. Собственность автора.
- «Тёплый вечер», бум., темп., 1987 г., 181Х110 см. Собственность автора.
- «Наше время. Образ ноосферы», бум., темп.,1988 г., 159Х65 см. Собственность автора.
- «Купол и вода», х., масло, 1989 г., 120Х90 см. Государственный музей истории Санкт-Петербурга
- «Пророк Иона», х., темп., 1990 г., 120Х90 см. Частное собрание, Бельгия
- «Котавр, или утро в Булонском лесу», бум., темп., 1990 г.,110Х110 см. Собственность автора.
- «Целитель. Экстросенс», бум., темп., 1991 г., 250Х100 см. Собственность автора.
- «Город и вода», х., темп., жесть, 1994 г., 120Х100 см.
- «Гоголь в Иерусалиме», бум, масло, 1995 г., 173Х118 см. Музей нонконформистского искусства С.-Петербург.
- «Прогулка в полном одиночестве, или стаканчик красного», х., темп., 100х 100 см.1995 г.
- «Триптих. Инкубатор», смеш. техн., полиэтилен, синяя ткань. Аппликация. 1996 г.:
- «Суккубус», 150Х75 см, «Платонический эрос», 150Х150 см, «Инкубус», 150Х100 см.
- «Светоформа-1» х., темп. 2000 г., 57 Х 42,5 см. Русский музей. Петербург
- «Палеолит», «Археология», «Культурный след» — серии работ — бум., акв., 2004 г.
- «Светоформа-2» х., темп. 2000 г., 56,5 Х 42 Русский музей. Петербург
- «Свидетель крушения» бум., монотипия, акварель 1992 г., 60,5 Х 45,2 Русский музей. Петербург